# Bataille de Sanaa (2011)
Pour les articles homonymes, voir bataille de Sanaa.
Batailles
- Bataille de Saada
- Bataille de Dammaj
- Bataille de Sanaa
- Bataille de Taëz

La bataille de Sanaa est une bataille de la révolution yéménite qui eut lieu dans la ville de Sanaa à la suite de manifestations qui tournent au massacre du 23 mai jusqu'au 7 juin 2011, date à laquelle un cessez-le-feu met fin aux affrontements. Ensuite, les affrontements reprennent du 16 septembre au 25 novembre 2011.